# Jersey (Stoff)

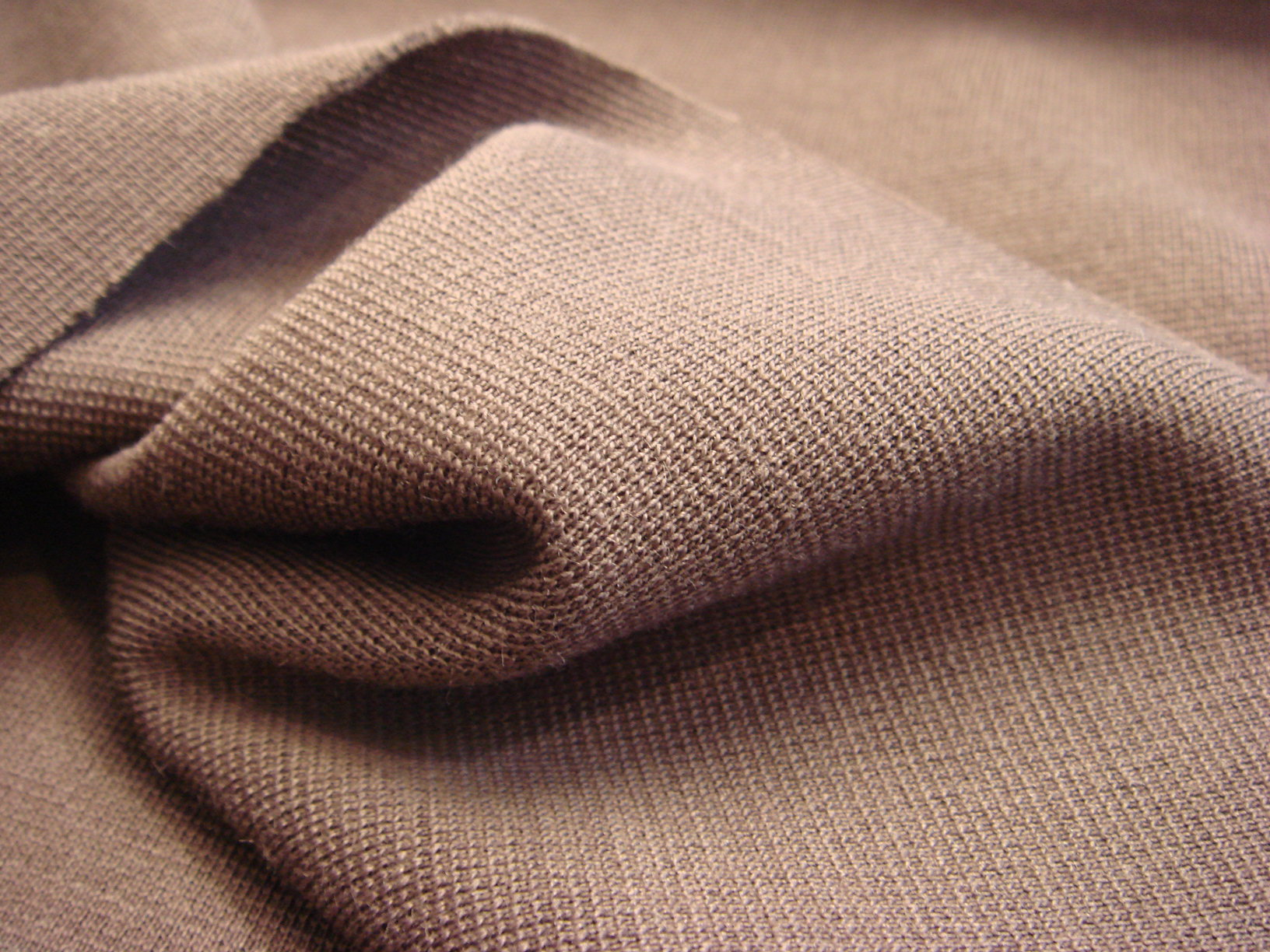
Jersey

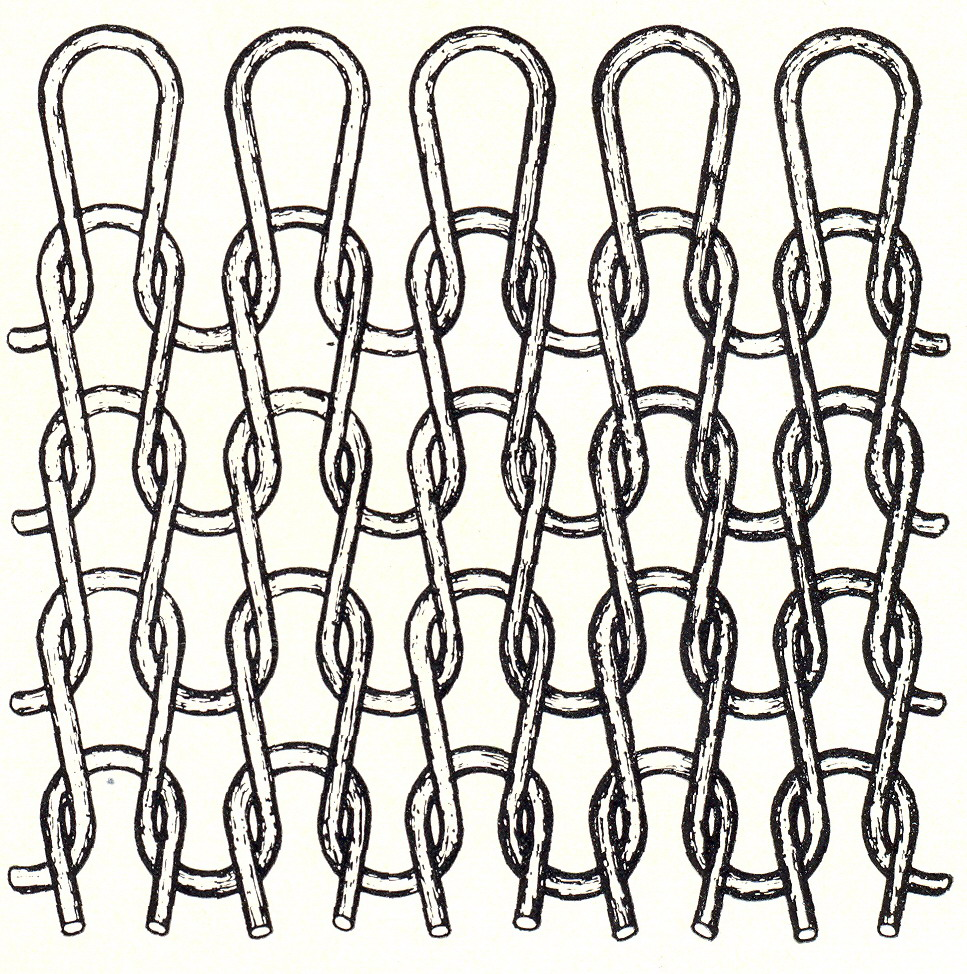
Single-Jersey

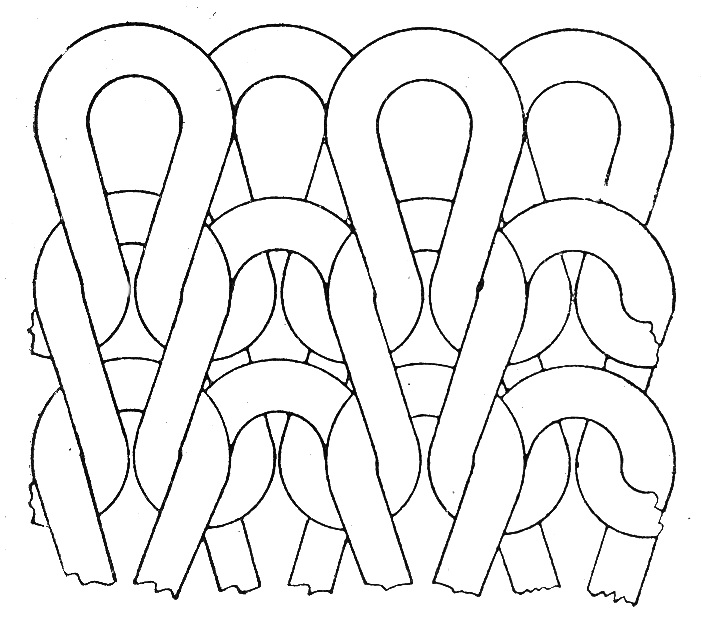
Double-Jersey

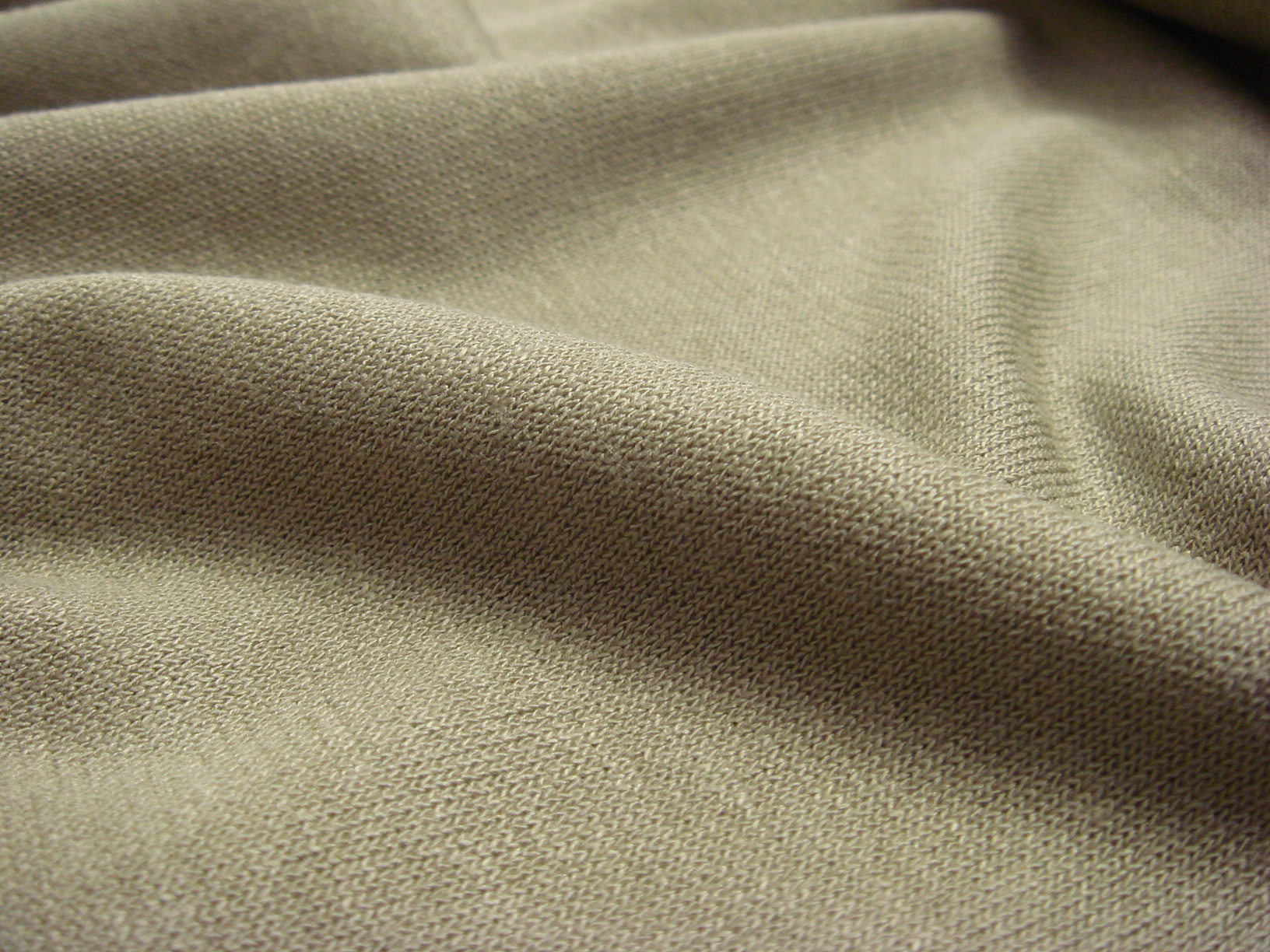
Interlockjersey

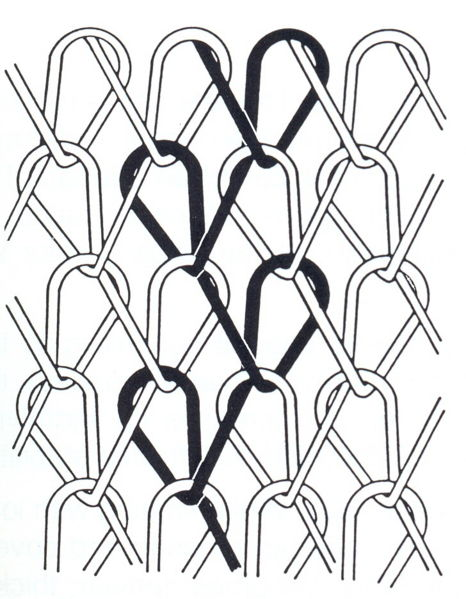
Trikot

Jersey ist eine allgemeine Handelsbezeichnung für Strick- und Kulierwaren, die zu Bekleidung oder Bettwäsche verarbeitet wird, aber auch von Geweben aus Umspinnnugszwirnen in Tuchbindung mit einem den Maschenwaren ähnlichen Oberflächenbild.
Jerseystoff wird hauptsächlich für Bekleidung wie T-Shirts, Nacht- und Unterwäsche oder für Bettwäsche verwendet. Jersey-Bettwäsche ist geschmeidig, weich, außerdem atmungsaktiv, saugfähig und trocknergeeignet. Auch Sweatstoffe sind Jerseys mit einem, auf einer Stoffseite, schlingenden „Futterfaden“ (Loopback, Futterware) der dann aufgeraut wird. Hier erkennt man auf der rauen Seite die Schlingen nicht mehr. Wie auch Terry oder French Terry (Sommersweat, auch Frottee) solche Stoffe mit nicht aufgerautem Futterfaden sind, hier erkennt man noch die Schlingen des Futterfadens.
Nach Strickart werden folgende Arten von Jersey unterschieden:
- Single-Jersey (auch Rechts-Links oder RL)
- Double-Jersey (auch Rechts-Rechts oder RR)
- Triple-Jersey
- Interlock-Jersey (auch Rechts-Rechts-Gekreuzt oder RRG)[3]
- Jacquard-Jersey
- Cloqué-Jersey

## Herstellung
Jerseys werden häufig aus Mischfasern erstellt. Dabei kommen verschiedene Viskosemischungen, Baumwollmischungen oder Seide zum Einsatz. Die unterschiedlichen Jersey-Arten werden auf verschiedene Art und Weise hergestellt.
- Beim Single-Jersey werden abwechselnd rechte und linke Maschen verwendet, wodurch der Stoff sehr dehnbar wird und über eine linke und eine rechte Seite verfügt.
- Double-Jersey wird entweder links-links oder rechts-rechts gestrickt. Durch diese Art der Vermaschung wird der Stoff robuster und hochwertiger.
- Interlock-Jersey wird an zwei Nadelreihen gestrickt und in einer rechts-rechts Bindung gekreuzt. Er wird hauptsächlich für T-Shirts, Sportbekleidung und Unterwäsche genutzt.
- Jacquard-Jersey wird ebenfalls an zwei Nadelreihen gestrickt und arbeitet mit einer Variation aus Stricken, Nichtstricken und Fanghenkel[4]. Durch diese Variationen entstehen verschiedene Maschenreihen, welche ein Strukturmuster ergeben.
- Cloqué-Jersey besteht aus zwei unterschiedlichen Lagen, die stellenweise miteinander verstrickt sind. Durch unterschiedliche Spannung der Unter- und Oberware entsteht hier ein optisch reizvoller Blaseneffekt.

## Geschichte
Jersey wurde ursprünglich aus Wolle hergestellt. Der Name stammt vermutlich von Jersey, der größten und bekanntesten der Kanalinseln, die seit dem Mittelalter als wichtiger Exporteur für Webwaren gilt. Die britische Society-Dame Lillie Langtry wurde 1878 durch ein von John Everett Millais gemaltes Bild berühmt, das sie in einem einfachen schwarzen Kleid zeigt, gefertigt von einer Näherin auf Jersey. Ihr Stil erfreute sich in der viktorianischen Gesellschaft großer Beliebtheit und erhöhte die Nachfrage nach Jerseystoffen. Den Durchbruch – auch in der Haute Couture – schafften die Kollektionen von Coco Chanel. Sie gebrauchte häufig baumwollene Maschinentrikotstoffe; zuvor wurde Jersey nahezu ausschließlich für Unterwäsche verwendet. Die Vogue schrieb 1999:

“This designer made jersey what it is today — we hope she's satisfied.”

„Diese Designerin machte Jersey zu dem, was es heute ist — wir hoffen, sie ist zufrieden damit.“

## Handelsnamen
Jerseystoffe spielen auch in der wachsenden Do-it-yourself-Szene eine große Rolle. In Stoffgeschäften werden diese mit den unterschiedlichsten Bezeichnungen verkauft, die sich oft aus Herstellungsart und verwendetem Material ergeben. So enthalten als Baumwolljersey vermarktete Stoffe häufig neben einem Baumwollanteil von 95–97 % auch 3–5 % Elasthan, weswegen sie auch als Stretch-Jersey bezeichnet werden.

## Verarbeitung
Für das Nähen von Jersey sollte eine spezielle Jersey-Nadel verwendet werden, deren – ähnlich einer Stricknadel – stumpf abgerundete Spitze die Maschenstruktur des Stoffes nicht verletzt. Um ein Reißen der Nähte bei Dehnung des Stoffes zu verhindern, empfiehlt es sich zudem, einen Stich mit mehr Fadenweite zu wählen, wie einen Zickzack- oder Dreifachstich, oder mit einer Overlockmaschine zu arbeiten. Besonders Single-Jerseys neigen dazu, an den Schnittkanten einzurollen.
Wenn der Jersey einen Elasthan-Anteil enthält, kann dies die Verarbeitung beeinflussen. In solchen Fällen ist es ratsam, eine Stretch-Nadel zu verwenden. Diese spezielle Nadelart ist dafür konzipiert, sich durch dehnbare Stoffe wie Jersey mit Elasthan zu bewegen, ohne den Stoff zu beschädigen oder Löcher zu hinterlassen.